# Bahnhof Rheinhausen
Der Bahnhof Rheinhausen ist ein Regionalbahnhof im Duisburger Stadtteil Rheinhausen am Niederrhein in Nordrhein-Westfalen. Er liegt an der Bahnstrecke Krefeld-Oppum – Mülheim (Ruhr)-Speldorf und ist Ausgangspunkt der Niederrheinstrecke in Richtung Xanten.

## Lage
Anders als der Name des Bahnhofs vermuten lässt, liegt er nicht in der Innenstadt von Rheinhausen, sondern von Friemersheim. Jedoch gliedern sich beide Stadtteile seit der Kommunalreform von 1975 im Duisburger Stadtbezirk Rheinhausen ein und gehörten schon von 1934 an durch die Verleihung der Stadtrechte zur Gemeinde Rheinhausen im damaligen Kreis Moers.
An der Vorderseite beginnt eine Einkaufsmeile, die bis zum Friemersheimer Markt führt. Der Kruppsee und Umgebung als Naherholungsgebiet säumen die Strecke in Richtung Krefeld. Zur Rückseite des Bahnhofes erstrecken sich Wohngebiete, die zu Rheinhausen-Mitte gehören.

## Geschichte

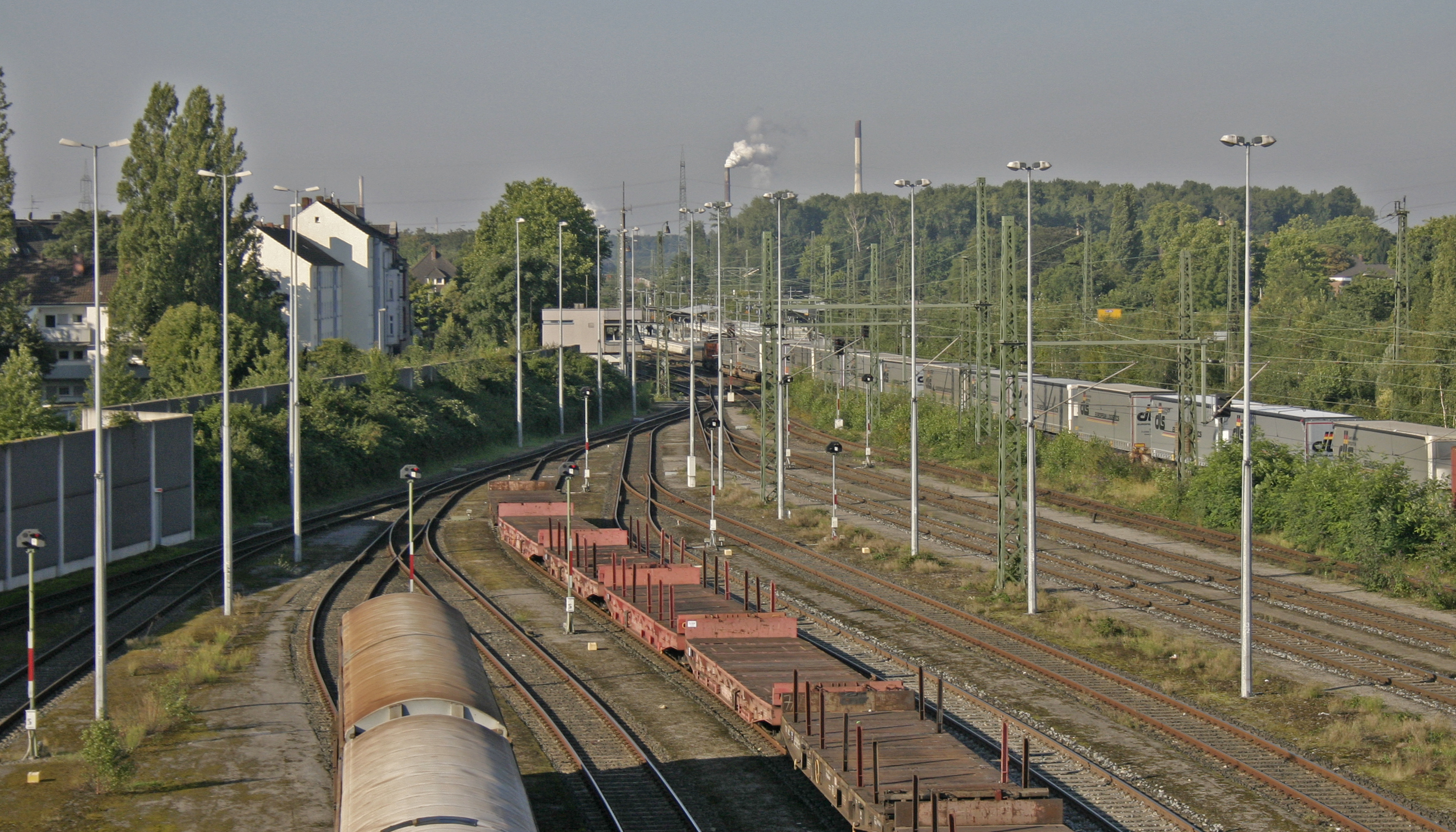
Güterbahnhof mit Personenbahnsteigen im Hintergrund, 2015

Der erste Bahnhof Rheinhausen entstand mit dem Bau der Osterath–Essener Eisenbahn der Rheinischen Eisenbahn-Gesellschaft und bildete den westlichen Fährbahnhof der Trajektanstalt Rheinhausen – Hochfeld. Er befand sich in der damaligen Gemeinde Hochemmerich südlich der 1873 errichteten Duisburg-Hochfelder Eisenbahnbrücke auf dem Gelände des heutigen Logports. Mit dem Bau der Brücke wurde der alte Bahnhof abgebrochen und ein neuer Bahnhof Rheinhausen auf dem Gemeindegebiet von Friemersheim errichtet. Dieser ging am 8. Oktober 1877 in Betrieb. Die Preußische Staatsbahn baute den Bahnhof 1894 infolge des gestiegenen Verkehrsaufkommens aus.
Das 1877 an der Kruppstraße in Friemersheim errichtete Bahnhofsgebäude wurde 1904 wieder abgebrochen. Der Neubau des Empfangsgebäudes stand vor allem im Zusammenhang mit dem Bau der Bahnstrecke Rheinhausen – Kleve. Das neue noch vorhandene Empfangsgebäude entstand an der Windmühlenstraße, unweit des ehemaligen Stationsgebäudes. Der Bahnhof erhielt am 1. Mai 1904 auf Initiative des Friemersheimer Bürgermeisters den Doppelnamen Rheinhausen-Friemersheim. Mit der Inbetriebnahme eines Haltepunkts bei der Friedrich-Alfred-Hütte östlich des Bahnhofs erhielt dieser den Namen Rheinhausen, während der alte Bahnhof die Bezeichnung Friemersheim erhielt. 1923 wurden die Gemeinden Hochemmerich und Friemersheim zur Gemeinde Rheinhausen zusammengeschlossen. 1936/37 folgte die Rückbenennung des Bahnhofs Friemersheim in Rheinhausen, während der Haltepunkt Rheinhausen die Bezeichnung Rheinhausen Ost bekam.

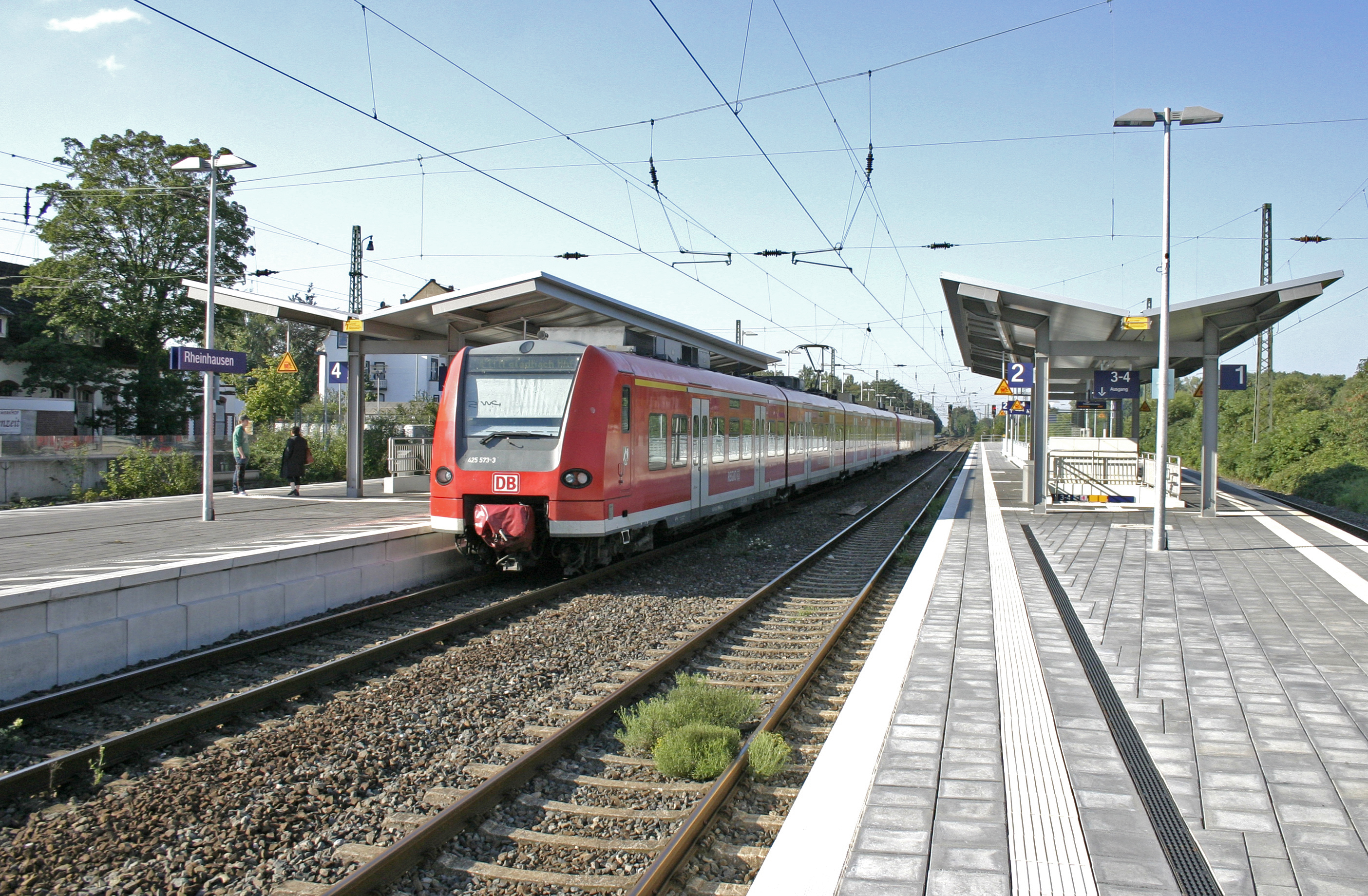
Zug der bis 2016 über Rheinhausen verkehrenden Linie RE11 nach Mönchengladbach Hbf an Gleis 3, 2015

Während des Ersten Weltkrieges wurden 1915 verschiedene Diensträume ergänzt. Ab Anfang der 1920er Jahre mehrte sich die Kritik am Zustand der Wartesäle, zeitgleich kamen Pläne für eine Zusammenlegung des Bahnhofs Friemersheim mit dem Haltepunkt Rheinhausen zu einer Personenzugangsstelle. Die Sanierung der Räume wurde mit Hinblick auf das Vorhaben immer wieder verschoben. Der Neubau des Bahnhofs kam jedoch nicht zustande.
Der Tunnel unter den Bahnsteigen ist in der ursprünglichen Form aus der Bauzeit des Bahnhofgebäudes geblieben. Er wurde zwischen 2006 und 2007 über die Nordseite der Gleise und unter der neu gebauten Zubringerstraße Am Logport hinaus verlängert. So sind die Bahnsteige heute auch von der Hochemmericher Seite durch das Siedlungsgebiet um die Behringstraße/Lindenallee/Maiblumenstraße zu erreichen.
2014/15 wurden die Zugänge behindertengerecht umgebaut, es erfolgten zu beiden Bahnsteigen und zum Ortsteil Friemersheim hin rollstuhlgerechte Rampen.
Gleichzeitig mit dem Bau des Bahnhofsgebäudes an der Windmühlenstraße wurde auch das Stellwerk Rheinhausen (Friemersheim) West neu gebaut. Es stand in Höhe des Brückenbauwerks zur Überführung der Bahngleise. Die Überführung wurde Ende der 1950er Jahre durch die Straßenunterführung Rheingoldstraße/Bachstraße ersetzt, da die Brücke in ihrer Konstruktion der Breite und Tragkraft dem zunehmenden Lkw- und Pkw-Verkehr nicht mehr gewachsen war. Außerdem reichte die Durchfahrhöhe für die spätere Elektrifizierung der Strecke nicht aus. Das Stellwerksgebäude Rmf (Rheinhausen Mitte Fahrdienstleiter), in Ziegelbauweise errichtet, war östlich des Bahnhofs zwischen den Gleisanlagen positioniert, wurde 1890 in Dienst genommen und 1973 durch ein Relaisstellwerk an der Kruppstraße abgelöst.

## Aufbau

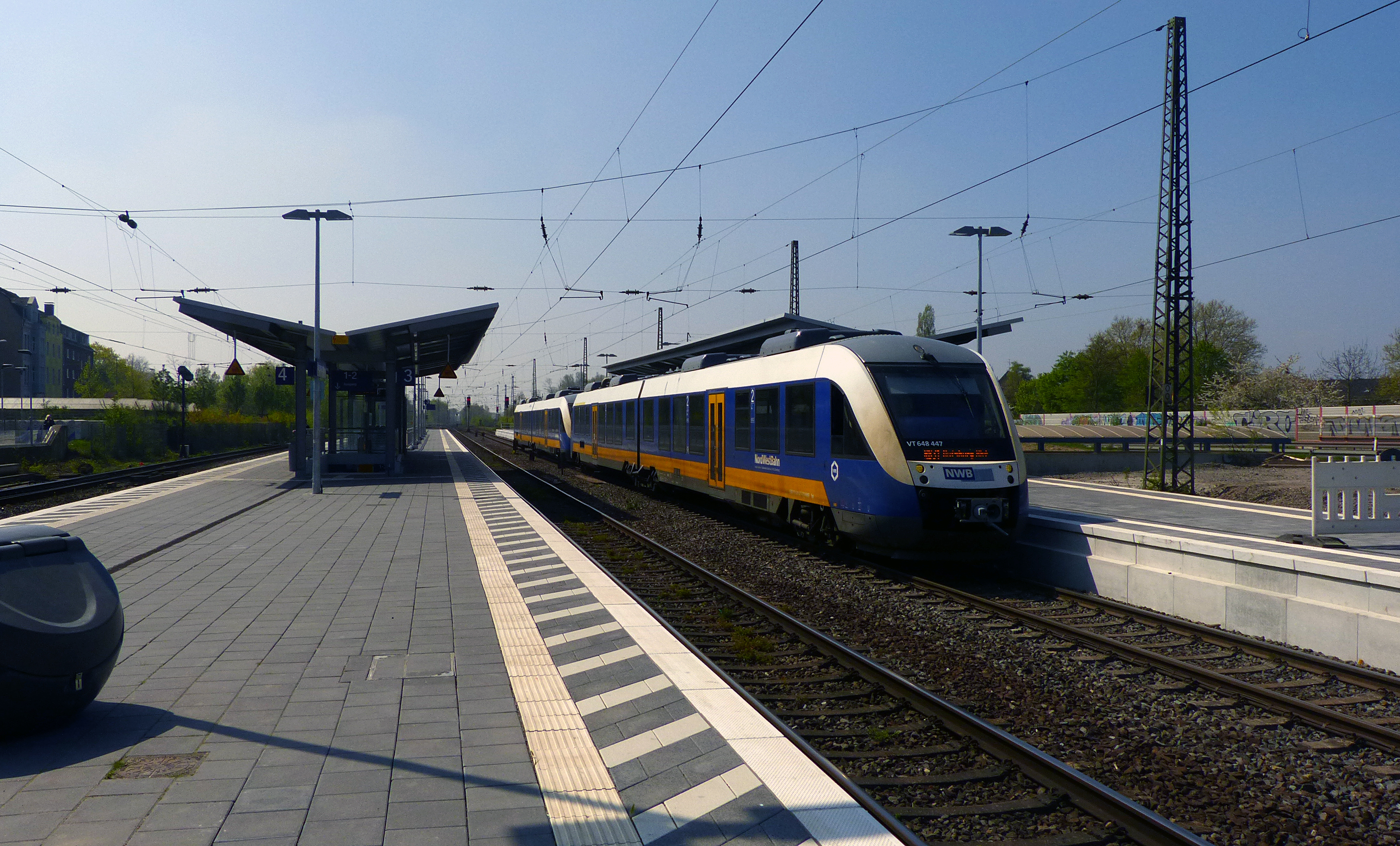
RB31 nach Duisburg Hbf an Gleis 2, 2015

Das seit ca. 2010 verschlossene und seit 1997 denkmalgeschützte Empfangsgebäude von 1904 steht an der Südseite der Gleise. Es wurde 2017 an den örtlichen Spar- und Bauverein veräußert.
Die beiden Inselbahnsteige sind durch einen Tunnel mit separatem Zugang erreichbar, der beim Umbau 2007 zur Nordseite der Gleise verlängert wurde.
Der südliche Bahnsteig mit den Gleisen 3 und 4 liegt zwischen den durchgehenden Gleisen der Bahnstrecke von Duisburg Hauptbahnhof nach Krefeld Hauptbahnhof. Aus dieser fädeln östlich des Bahnhofs die Gleise 1 und 2 niveaugleich aus und führen zum nördlichen Bahnsteig, an dem die Züge von und nach Moers und Xanten abfahren.
| Gleis | Höhe  | Länge (Nettonutzlänge) | Linie             | Richtung                                            |
| ----- | ----- | ---------------------- | ----------------- | --------------------------------------------------- |
| 1     | 76 cm | 285 m                  | RB 31 RE 44       | Moers, Xanten                                       |
| 2     | 76 cm | 285 m                  | RB 31 RE 44       | Duisburg, Bottrop                                   |
| 3     | 76 cm | 306 m                  | RE 42 RB 33 RB 35 | Krefeld, Mönchengladbach, Aachen                    |
| 4     | 76 cm | 185 m                  | RE 42 RB 33 RB 35 | Duisburg, Essen, Oberhausen, Gelsenkirchen, Münster |

## Bedienung

### Regionalverkehr
Der Bahnhof Rheinhausen wird von fünf Linien des Schienenpersonennahverkehrs bedient. Die Linien RE 42 und RB 33 werden durch DB Regio NRW betrieben, die Linie RB 31 betreibt seit 13. Dezember 2009 die NordWestBahn und die Linie RB 35 betrieb seit 11. Dezember 2016 Abellio Rail NRW. Seit dem 3. Februar 2020 wird der Bahnhof von der Linie RE 44 bedient, welche durch die NordWestBahn betrieben wird. Seit dem 1. Februar 2022 wird die Linie RB 35 aufgrund der Insolvenz der Abellio Rail NRW von der Vias Rail GmbH betrieben. Der Regionalexpress 44 (Bottrop–Moers) hat am Wochenende keinen Halt in Rheinhausen.
| Linie | Zuglauf | Takt                                             | KBS |
| ----- | --- | ------------------------------------------------ | --- |
| RE 42 | Niers-Haard-Express: Münster (Westf) Hbf – Münster-Albachten (stündlich) – Senden-Bösensell – Nottuln-Appelhülsen – Buldern – Dülmen – Sythen – Haltern am See – Marl-Sinsen – Recklinghausen Hbf – Recklinghausen Süd – Wanne-Eickel Hbf – Gelsenkirchen Hbf – Essen Hbf – Mülheim (Ruhr) Hbf – Duisburg Hbf – Rheinhausen – Krefeld-Uerdingen – Krefeld Hbf – Viersen – Mönchengladbach Hbf Stand: Fahrplanwechsel Dezember 2021 | 30 min (Münster–Essen) 60 min (Essen–M’gladbach) | 490 |
| RE 44 | Fossa-Emscher-Express: (Moers – Rheinhausen –) (nur wochentags) Duisburg Hbf – Oberhausen Hbf – Oberhausen-Osterfeld Süd – Bottrop-Vonderort – Bottrop Hbf verkehrt bis auf Weiteres nicht, zwischen Bottrop und Oberhausen Ersatzverkehr mit Bussen Stand: Fahrplanwechsel Dezember 2024 | 60 min                                           | 424 |
| RB 31 | Der Niederrheiner: Xanten – Alpen – Millingen – Rheinberg (Rheinl) – Moers – Trompet – Rumeln – Rheinhausen – Duisburg Hbf Stand: Fahrplanwechsel Dezember 2021 | 60 min 23/37 min (Moers–Duisburg werktags)       | 498 |
| RB 33 | Rhein-Niers-Bahn: Essen-Steele – Essen Hbf – Essen West – Mülheim (Ruhr) Hbf – Mülheim (Ruhr)-Styrum – Duisburg Hbf – Duisburg-Hochfeld Süd – Rheinhausen Ost – Rheinhausen – Krefeld-Hohenbudberg Chempark – Krefeld-Uerdingen – Krefeld-Linn – Krefeld-Oppum – Krefeld Hbf – Forsthaus – Anrath – Viersen – Mönchengladbach Hbf – Rheydt Hbf – Wickrath – Herrath – Erkelenz – Hückelhoven-Baal – Brachelen – Lindern – Geilenkirchen – Übach-Palenberg – Herzogenrath – Kohlscheid – Aachen West – Aachen Schanz – Aachen Hbf Stand: Fahrplanwechsel Juni 2022 | 60 min                                           | 490 |
| RB 35 | Emscher-Niederrhein-Bahn: Gelsenkirchen Hbf – Essen Zollverein Nord – Essen-Altenessen – Essen-Bergeborbeck – Essen-Dellwig – Oberhausen Hbf – Duisburg Hbf – Duisburg-Hochfeld Süd – Rheinhausen Ost – Rheinhausen – Krefeld-Hohenbudberg Chempark – Krefeld-Uerdingen – Krefeld-Linn – Krefeld-Oppum – Krefeld Hbf – Forsthaus – Anrath – Viersen – Mönchengladbach Hbf Stand: Fahrplanwechsel Dezember 2021 | 60 min                                           | 490 |

### Straßenbahn
Vom 13. Juli 1913 bis zum 25. September 1954 verkehrte die Straßenbahnlinie 2, auch als „Krumme Linie“ bekannt, von Homberg bis Friemersheim. Eine Haltestelle war direkt gegenüber dem Bahnhofsgebäude. Nach Einstellung des Straßenbahnbetriebs wurden die Schienen entfernt und nach 1968 auch die zunächst für den O-Busverkehr verwendeten Stromleitungen.

### Busverkehr
Der Bahnhof wird durch verschiedene Linien des öffentlichen Personennahverkehrs bedient:
| Linie | Lauf | Takt                               |
| ----- | --- | ---------------------------------- |
| 914   | Moers Königlicher Hof – Moers Bf – Schwafheim – Bergheim – Rheinhausen Markt – Rheinhausen Ost Bf – Logport-Center – Rheinhausen Bf/Kaiserstraße – Friemersheim Markt – Gewerbegebiet Hohenbudberg                       | Nur einzelne Fahrten an Schultagen |
| 923   | Baerl Kirche – Homberg – Rheinhausen Markt – Rheinhausen Ost Bf – Rheinhausen Bf/Kaiserstraße – Friemersheim Markt | 30 min (tagsüber) 60 min (nachts)  |
| 924   | Kaldenhausen Krölls – Rumeln Markt – Rumeln Bf – Rheinhausen Bf – Logport – Rheinhausen Ost Bf – Rheinhausen Markt – Kreuzacker – Alsterlagen – Winkelhausen Bruchstraße                                                 | 30 min (tagsüber) 60 min (nachts)  |
| 925   | Rheinhausen Markt – Rheinhausen Ostbahnhof – Logport – Rheinhausen Bf – Rheinhausen Bf/Kaiserstraße – Eisenbahnsiedlung – Rumeln Rathaus                                                                                 | 60 min                             |
| 927   | Rheinhausen Markt – Rheinhausen Bf – Rheinhausen Bf/Kaiserstraße – Friemersheim – Hohenbudberg Chempark (Tor 2) – Krefeld-Uerdingen Bf – Bockumer Platz – Krefeld-Rheinstraße – Krefeld Hbf                              | 60 min (tagsüber)                  |
| NE27  | Rheinhausen Markt – Rheinhausen Bf – Rheinhausen Bf/Kaiserstraße – Friemersheim – Hohenbudberg Chempark (Tor 2) – Krefeld-Uerdingen Bf – Bockumer Platz – Krefeld-Rheinstraße – Krefeld Hbf Nur 2 Fahrten um 22 & 23 Uhr | 60 min                             |

Die Benutzbarkeit des Bahnhofes durch Passagiere aus beispielsweise Homberg oder Winkelhausen ist wegen Beschneidung der linksrheinischen Tangentialbuslinien durch die Duisburger Verkehrsgesellschaft eingeschränkt worden. Eine Ringlinie zur besseren Einbeziehung der Rheinhauser Bahnhöfe wurde von Duisburger Seite abgelehnt, da sie „wenig verkehrlichen Nutzen“ haben würde. Einer Studie zufolge gilt Friemersheim als „überversorgt“.

## Sonstiges
Der Rheinhauser Bahnhof ist als H0-Modell im Maßstab 1:87 nachgebaut worden und steht zusammen mit einer naturgetreuen Umgebung auf der Modelleisenbahnanlage des Modell-Eisenbahnclubs Duisburg in Duisburg-Kaßlerfeld. Er kann an Publikumstagen betrachtet werden.